# Буча (станція)
Бу́ча — проміжна залізнична станція 3-го класу Коростенського напрямку Південно-Західної залізниці між зупинним пунктом Лісова Буча (1 км) та станцією Немішаєве (11 км) (в цьому проміжку розташовані три зупинні пункти Склозаводська, Ворзель та Кичеєве). Розташована в місті Буча Бучанського району Київської області.

## Історія
У 1900 році одночасно розпочались будівельні роботи на всіх дільницях майбутньої лінії залізниці Київ — Ковель. Станція була відкрита у 1901 році. З тих часів збереглася будівля вокзалу станції, що нині є архітектурною перлиною Бучі. Будівля прикрашена кількома шпилястими баштами, що робить її схожою на невеликий палац.
Місто Буча виникло завдяки будівництву залізниці Київ — Ковель. Будівництво залізниці розпочалося за наполяганням військових. На випадок війни вона уможливлювала швидке перекидання військ до західного кордону. Крім того, залізниця мала прискорити економічний розвиток українського Полісся.
У квітні 1899 року було прийнято рішення про будівництво залізниці Київ — Ковель коштом держави. Влітку того ж року було проведено розвідку та прийнято проєкт будівництва. Будівництво залізниці очолив досвідчений інженер Іван Биховець. Залізницю поділили на дільниці. Перша дільниця закінчувалася на 101-й версті поблизу станції Малин. Організатором робіт на ній був інженер С. Григор'єв.
Газета «Киевлянин» у лютому 1900 року надрукувала список майбутніх роз'їздів і станцій: рзд. Біличі, рзд. Ірпінь та рзд. Мироцьке. Газета «Киевское слово» у серпні 1900 року назвала роз'їзди: Ірпінь, Бородянка і Тетерів, але вже у вересні того ж року список роз'їздів і станцій переглянули. Додалася нова станція — Буча. У документах, що збереглися в Київському обласному архіві, можна знайти записи, в яких Буча значилася, як «перша станція Києво-Ковельської залізниці», решта ж зупинок (Біличі, Ірпінь, Бородянка і Тетерів) мали статус роз'їздів.
Пропускна спроможність залізниці становила 19 пар поїздів на день. З них були «ранковий» та «вечірній» потяги на Рівне, Ковель (і відповідно в зворотному напрямку на Київ із Рівного, Ковеля), решта ж потягів мали місцеве значення і прямували до Малина, Коростеня, Сарнів.
Газета «Киевское слово» у квітні 1903 року надрукувала вартість квитків від Києва до Бучі у вагонах першого класу — 73 копійки, другого — 44 і третього — 29 копійок. Вартість дитячого квитка на той час становила четверту частину вартості квитка для дорослого.
У 1959 році станція електрифікована в складі дільниці Київ — Ворзель та згодом вперше розпочався рух приміських електропоїздів. 

## Вокзал

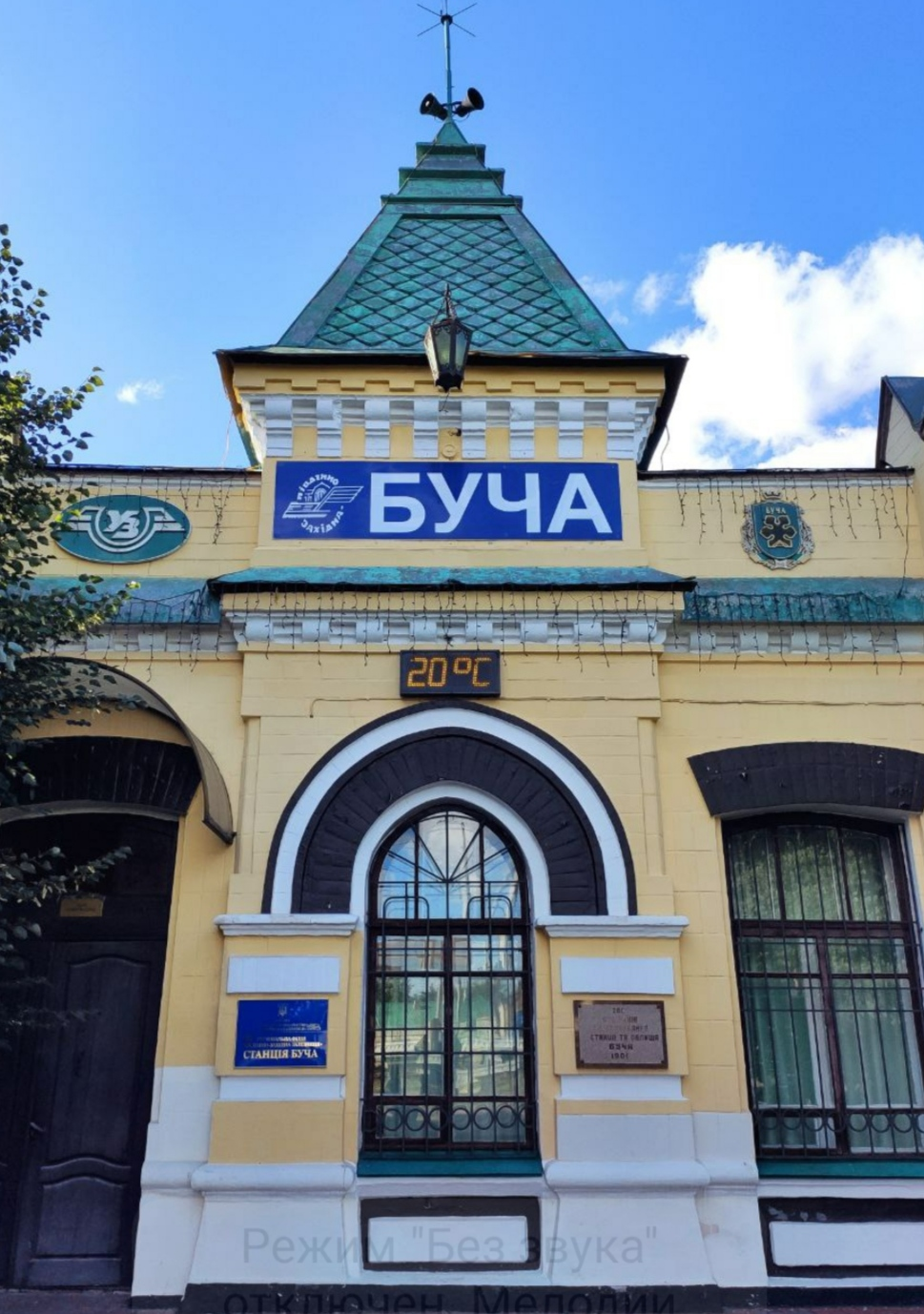
Вокзал станції Буча

Станом на січень 2011 року привокзальна територія залізничного вокзалу не впорядкована належним чином, немає стоянок для автобусів, сучасних громадських туалетів. Приміщення будівлі вокзалу замале для обслуговування бучанців. За проєктом реконструкції залізничного бучанського вокзалу студентки Вікторії Рижик, передбачено перепланування станції «Буча» з інженерним забезпеченням, комплексним благоустроєм та озелененням території. До існуючої будівлі, яка раніше виконувала усі необхідні функції для життєдіяльності роботи станції, заплановано прибудувати новобудову. Стара частина виконуватиме роль адмінприміщення, а в новій розташовуватимуться зони очікування, дозвілля та розваг, білетні каси, зона загального обслуговування та службові приміщення. До 100-річчя міста будівлю вокзалу було реконструйовано, а на фасаді з цієї нагоди з'явилася пам'ятна дошка. На станції знаходилась паровозна колонка, яку на початку 2000-х років демонтували.

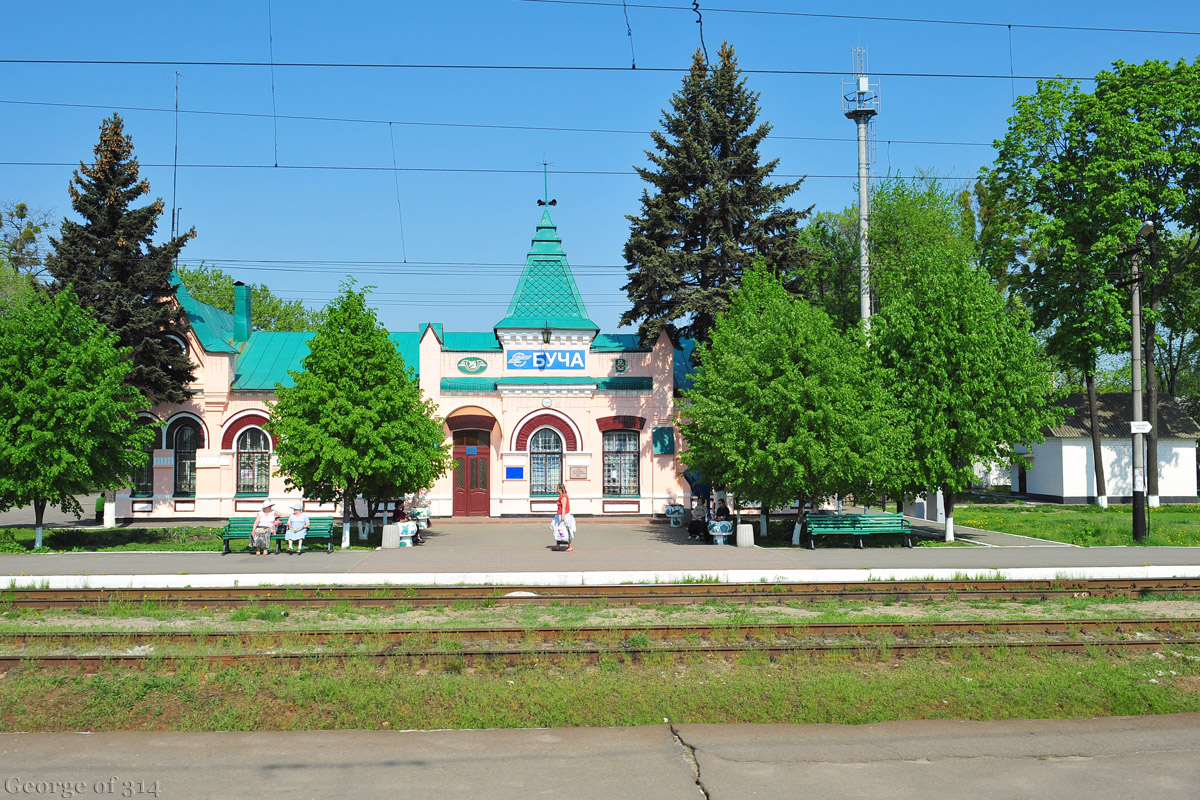
Вокзал станції Буча

24 та 25 вересня 2016 року місто Буча святкувала свій 115-й день народження. З цього приводу проводилися офіційні та святково-розважальні заходи. Старт свята почався з залізничного вокзалу. Власне, саме поява залізничної станції Буча й стало початком історії міста. На привокзальній площі відбувся показовий виступ колективу бучанських барабанщиць та стартував вело карнавал.

## Комерційна діяльність станції
- Продаж пасажирських квитків в усіх напрямках.
- Приймання й видача повагонних відправлень вантажів, що допускають до зберігання на відкритих майданчиках станції.
- Приймання й видача вантажів повагонними й дрібними відправками, що завантажують цілими вагонами, тільки на під'їзних коліях і місцях незагального користування.
- Приймання й видача повагонних відправлень вантажів, що вимагають зберігання в покритих складах станцій.

## Пасажирське сполучення
На станції Буча зупиняються приміські електропоїзди Київського та Коростенського напрямків.
З 20 березня 2025 року на станції Буча призначена зупинка двом поїздам далекого сполучення: флагманському поїзду «Леополіс» № 91 Київ — Львів та нічному експресу № 29/30 Ужгород — Київ. Ця зупинка дозволить пасажирам зекономити 1,5 години часу, адже більше не потрібно добиратися до/з Центрального вокзалу столиці, щоб сісти на поїзд чи повернутись додому та дозволить зручніше планувати подорожі.

## Галерея

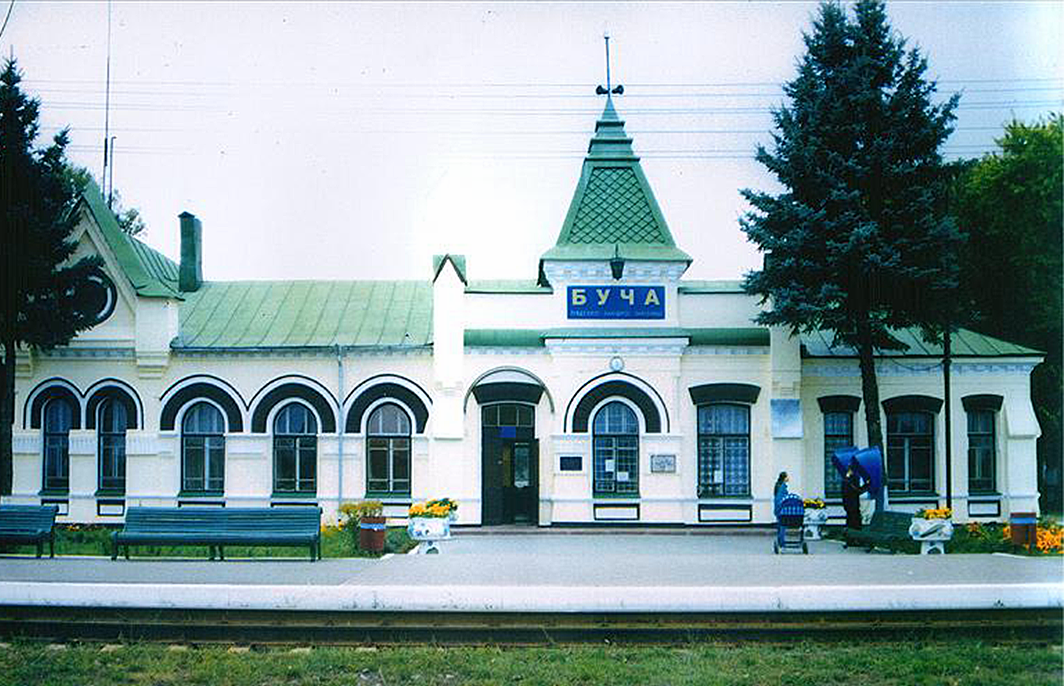
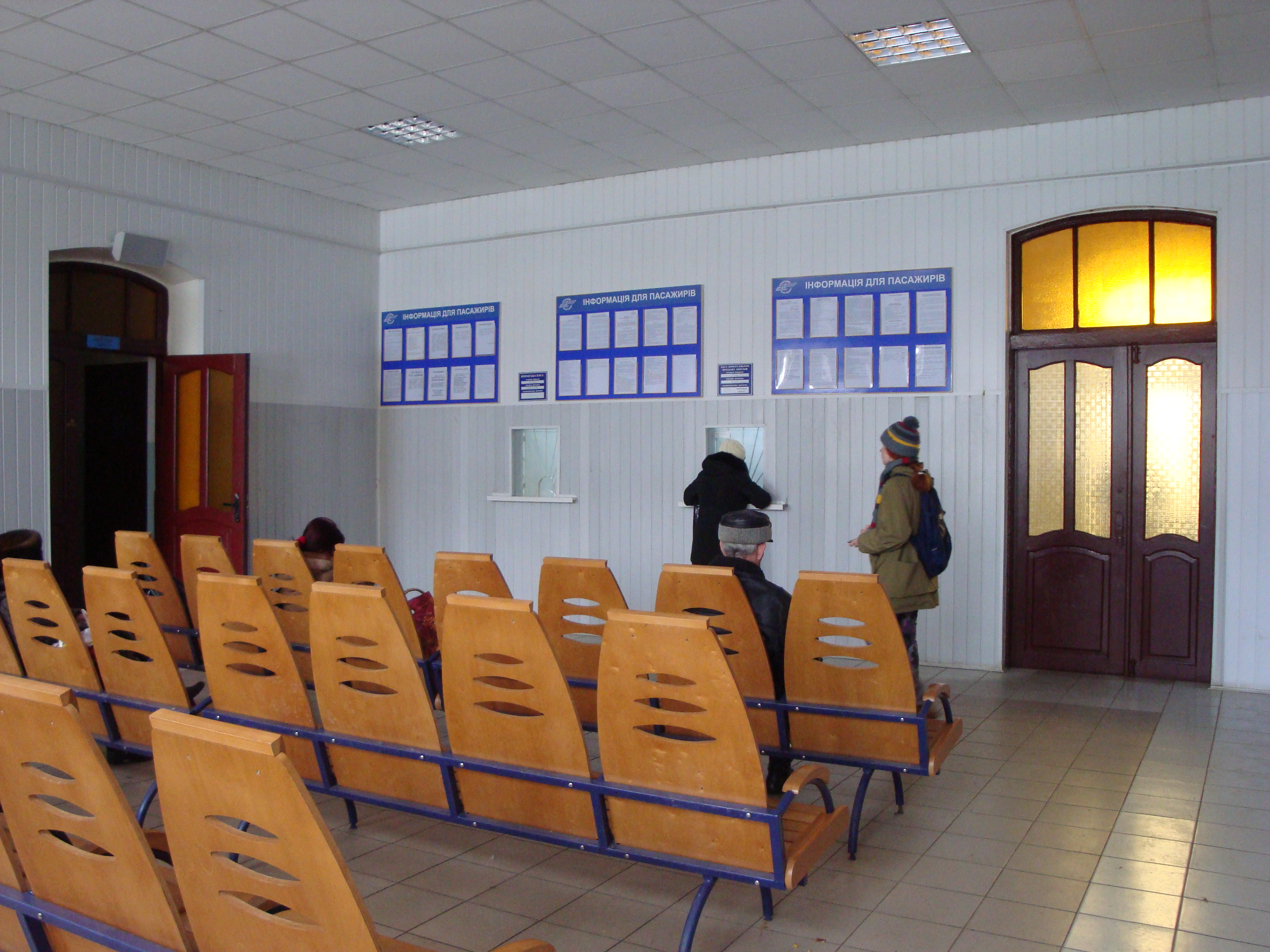
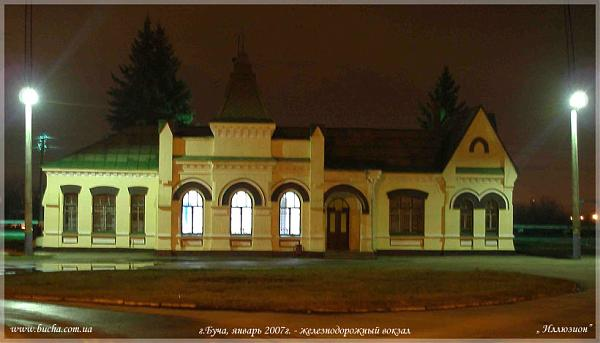
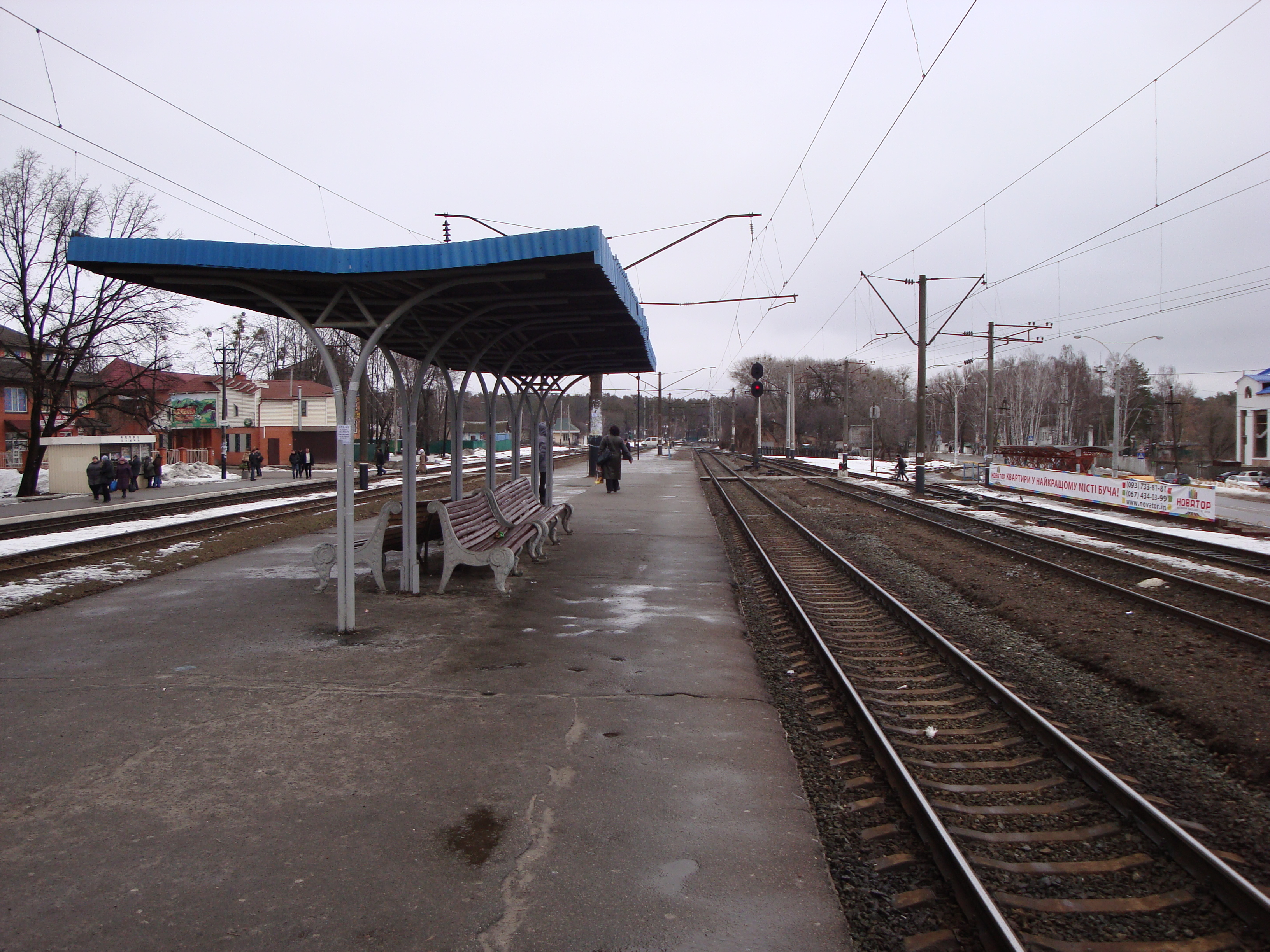